# Ярушкіно
Яру́шкіно (рос. Ярушкино, чув. Пĕчĕк Элĕк) — присілок у Чувашії Російської Федерації, у складі Ілгишевського сільського поселення Аліковського району.
Населення — 50 осіб (2010; 73 в 2002, 150 в 1979, 166 в 1939, 146 в 1926, 120 в 1906, 86 в 1858).
Національний склад:
- чуваші — 99 %

## Історія
Історична назва — Яруг. Засновано 18 століття як виселок села Успенське (нині Аліково). До 1866 року селяни мали статус державних, займались землеробством, тваринництвом, ковальством, бондарством, виробництвом одягу. 1931 року створено колгосп «Ярушкін». До 1927 року присілок входив до складу Шуматовської та Аліковської волостей Ядринського повіту, з переходом на райони 1927 року — спочатку у складі Аліковського, у період 1962–1965 років — у складі Вурнарського, після чого знову переданий до складу Аліковського району.